# 음수림
음수림이란 그늘에서 잘 자라고 번식하는 음수가 주로 모여 이루어진 숲이다. 그렇기 때문에 최고의 상태라고 불리는 '극상림'과는 동의어의 수준이다. 왜냐하면 양수림이 발달할 시에 양수림에 의해 생기는 그늘이 음수림의 번성을 도와주어서 혼합림 (양수림과 음수림의 혼합상태로, 중간과정이라고 간주할 수 있다.)이 형성되었다가, 음수림, 즉 극상림으로 대체되기 때문에 동의어로 불리는 것이다. 그 예로는 신갈나무가 대표적이며, 그 전단계인 양수림의 대표적인 예로는 소나무라고 할 수 있다. 1차 천이의 건성 천이나 습성 천이, 2차 천이의 최종단계 형태가 바로 음수림인 시점에서, 극상림이라고 불려 마땅하다. 음수림의 나무(음수)는 보상점과 광포화점이 낮아 약한 빛에서도 잘 자랄 수 있다.